# Löytänä (sjö i Pielavesi, Norra Savolax, Finland)
Löytänä eller Lötänäjärvi är en sjö i Finland. Den ligger i kommunen Pielavesi i landskapet Norra Savolax, i den centrala delen av landet, 400 km norr om huvudstaden Helsingfors. Löytänä ligger 178 meter över havet. Den är 1,5 meter djup. Arean är 22,2 hektar och strandlinjen är 2,06 kilometer lång. Sjön  ingår i Vuoksens huvudavrinningsområde.   I omgivningarna runt Löytänä växer i huvudsak blandskog.